# Gotteskrieger (Album)
Gotteskrieger ist das zweite Studioalbum der deutschen Heavy-Metal-Band Macbeth aus Erfurt, Thüringen. Es wurde im Juli 2009 über das Label Massacre Records veröffentlicht. Im September erschien eine limitierte Schallplattenversion mit Klappcover. Im Dezember 2009 erhielt Klaus Doldinger als Dankeschön eine dieser limitierten Schallplatten geschenkt, weil die Band seine Melodie aus Das Boot für den gleichnamigen Song verwenden durfte.
Das Album umfasst zehn Songs. Eine Promoveröffentlichung fand bereits Mitte 2008 statt. Fans konnten auf der Homepage der Band die Songs Mein kleiner Soldat, Totentanz und Unter dem Beil zusammen mit mehreren Promotion-Fotos herunterladen. Das Album wurde von Musikmagazinen meist positiv bewertet. Der Metal Hammer gab dem Album 5 von 7 Punkten, das Rock Hard wählte es in die Rubrik der zehn besten Veröffentlichungen des Monats Juli 2009 (10-mal Dynamit).

## Titelliste
1. Unter dem Beil – 4:14
2. Hunde, wollt Ihr ewig leben – 4:37
3. Das Boot – 5:50
4. Golgatha – 6:00
5. Vater – 1:03
6. Gotteskrieger – 3:44
7. Maikäfer flieg – 7:26
8. Mein kleiner Soldat – 4:14
9. Totentanz – 4:53
10. Am Grab – 6:25

## Inhalt
Die meisten Songs beinhalten das Thema Krieg. So beschreibt der Titel Hunde, wollt ihr ewig Leben die Zustände an der Kriegsfront. Das Boot, benannt nach dem gleichnamigen Film und das Motiv der Titelmelodie aufgreifend, handelt von einem U-Boot-Angriff. Mein kleiner Soldat beschreibt den Weg eines normalen Menschen zur tödlichen Kampfmaschine durch den Einfluss der Medien und von Dritten. Am Ende des Songs ist ein Stück des Liedes Lili Marleen von Lale Andersen zu hören. Am Ende des Musikvideos zum Song Das Boot bedankt sich die Band bei Klaus Doldinger.
Totentanz beschreibt einen mittelalterlichen Brauch, welcher zur Besänftigung der Toten und der Austreibung böser Geister diente. Unter dem Beil beschreibt die Hinrichtung eines Sträflings durch das Fallbeil.
Golgatha beschreibt die Kreuzigung Jesu am Berg Golgatha, der ans Kreuz genagelt wurde, weil dieser angab der Sohn Gottes zu sein. Der Song Gotteskrieger behandelt, wie der Songtitel sagt, das Thema des Glaubens an Gott. Dieser sendet seine Krieger aus, die alle Ungläubigen töten sollen. Dieser Song, der in der Ich-Perspektive wiedergegeben wird, sagt aus, dass man für diese Taten mit einem Platz im Himmelreich belohnt wird.
Maikäfer flieg! ist ein deutsches Volkslied. Die Band verwendet im Refrain des Songs die niedersächsische Version des Volksliedes, welches von einem Mädchen gesungen wurde.
Maikäfer flieg!

Der Vater ist im Krieg,

Die Mutter ist im Pommerland,

Und Pommerland ist abgebrannt.

Maikäfer flieg!

## Kritiken
- Stormbringer.at beschreibt das Album als einen Mix aus Rammstein, Saltatio Mortis und Subway to Sally. Stilistisch vergleicht er Gotteskrieger aufgrund der deutschen Texte und der harten Metalriffs mit dem Album Herzeleid von Rammstein. Das Album ließe keine Wünsche offen, dennoch sei es nichts Besonderes.[1]
- Powermetal.de lobt, dass die Band viele Texte verwendet, die sich gegen den Krieg aussprechen, wie dem Song Das Boot und Maikäfer flieg!. Allerdings ist der Kritiker der Meinung, dass das Album wegen dröger Klänge keine Langzeitwirkung erzielen kann. Powermetal gab dem Album insgesamt 6 von 10 möglichen Punkten.[2]
- Sleaze-Metal.com beschreibt die deutsche Metal-Szene als zweischneidiges Schwert, in der sich Pseudobösewichte wie Eisregen, Endstille und Bands à la Deadlock, wie Callejon etabliert haben. Dennoch beschreibt der Kritiker, dass die Songs, wie Golgatha den Gehörgang des Höres nicht so schnell verlassen wie bei anderen deutschsprachigen Metalbands. Verblüffend findet der Kritiker auch, dass sich kein einziger Song ähnelt, jedoch man immer heraushören kann, dass es dieselbe Band ist, die da spielt.[3]
- Das Rock Hard beschreibt den Musikstil als schweren, harten, gut gespielten Heavy Metal mit rauen, leicht thrashigen Vocals und ungekünstelten, perfekt passenden deutschen Texten ohne den geringsten Onkelz-, Hosen- oder Rammstein-Einschlag, was der Kritiker Götz Kühnemund lobend hervorhebt. Jedoch seien leichte Einflüsse von Candlemass (im Song Golgatha), Amon Amarth (im Song Das Boot) und epische Black-Metal-Einflüsse (im Song Am Grab) heraushörbar.[4]
- Der Metal Hammer beschreibt die Band als „Chamäleon“ des deutschen Heavy-Metal-Genres. Der Kritiker beschreibt das Album als vielseitig, das Liebhaber verschiedener Sparten der harten Klänge gleichermaßen begeistern dürfte, denn die Band vermischt laut Andreas Schöwe mehrere Genres miteinander. Er ist sogar der Meinung, dass der Song Hunde, wollt ihr ewig Leben von Exodus, Lääz Rockit oder Testament stammen könnte, wenn dieser in englischer Sprache verfasst worden wäre.[5]

## Weblink
- Songtexte des Albums bei spirit-of-metal.com